# Dicyemennea dogieli
Dicyemennea dogieli är en djurart som tillhör fylumet rhombozoer, och som beskrevs av Olga K. Bogolepova 1962. Dicyemennea dogieli ingår i släktet Dicyemennea och familjen Dicyemidae. Inga underarter finns listade i Catalogue of Life.